# Городок (Речицкий район)
Городо́к (бел. Гарадок) — упразднённый посёлок в Комсомольском сельсовете Речицкого района Гомельской области Беларуси.

## География

### Расположение
В 30 км на северо-запад от Речицы и железнодорожной станции Речица (на линии Гомель — Калинковичи), в 80 км от Гомеля.

## Транспортная система
Транспортная связь по просёлочной, а затем по автодороге Светлогорск — Речица.
В деревне 2 жилых дома (2004 год). Деревянные крестьянские усадьбы стоящие вдоль просёлочной дороги.

## История
Посёлок построен в начале 1920-х годов на бывших помещичьих землях переселенцами с соседних деревень. В 1931 году организован колхоз. Во время Великой Отечественной войны оккупанты 14.06.1943 года полностью сожгли 10 домов посёлка. На фронтах погибли 3 жителя посёлка.
В 1959 году посёлок в составе колхоза «Комсомольск» с центром в деревне Комсомольск.
Упразднён 26 января 2018 года.

## Население

### Численность
2004 год — 2 двора, 3 жителя.

### Динамика
- 1930 год — 10 дворов, 67 жителей.
- 1937 год — 9 домов.
- 14.06.1943 года — 10 домов, 47 жителей.
- 1959 год — 66 жителей (согласно переписи).
- 2004 год — 2 двора, 3 жителя.